# Abies sachalinensis
Abies sachalinensis är en tallväxtart som först beskrevs av Friedrich Schmidt, och fick sitt nu gällande namn av Maxwell Tylden Masters. Abies sachalinensis ingår i släktet ädelgranar, och familjen tallväxter.
Arten förekommer i östra Ryssland på Sachalin, på Kamtjatka och på Kurilerna samt i Japan på Hokkaido. Den växer i låglandet och i bergstrakter upp till 1650 meter över havet. Vädret i regionen kännetecknas av många kyliga eller kalla dagar.
På bergstrakternas toppar bildas ofta barrskogar tillsammans med Picea jezoensis, Picea glehnii, dahurlärk och dvärgtall. I lägre områden kan Abies sachalinensis bilda större trädansamlingar där inga andra arter ingår eller den är en del av blandskogar tillsammans med kamtjatkabjörk, Quercus mongolica, Castanea crenata, Kalopanax septemlobus och arter av lönnsläktet.
Artens trä används främst för produktionen av pappersmassa. Abies sachalinensis behöver kalla vintrar och därför hittas den sällan i trädgårdar utanför utbredningsområdet. IUCN kategoriserar arten globalt som livskraftig.

## Underarter
Arten delas in i följande underarter:
- A. s. gracilis
- A. s. mayriana
- A. s. nemorensis
- A. s. sachalinensis

## Bildgalleri

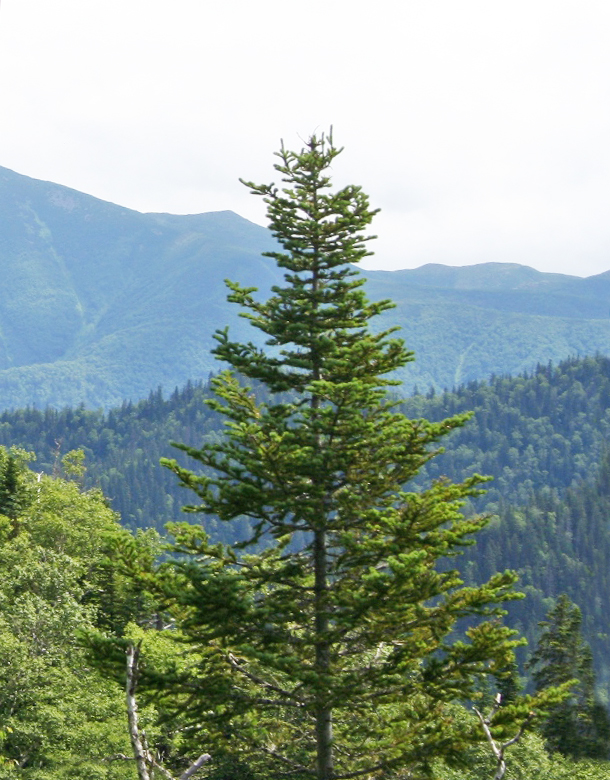
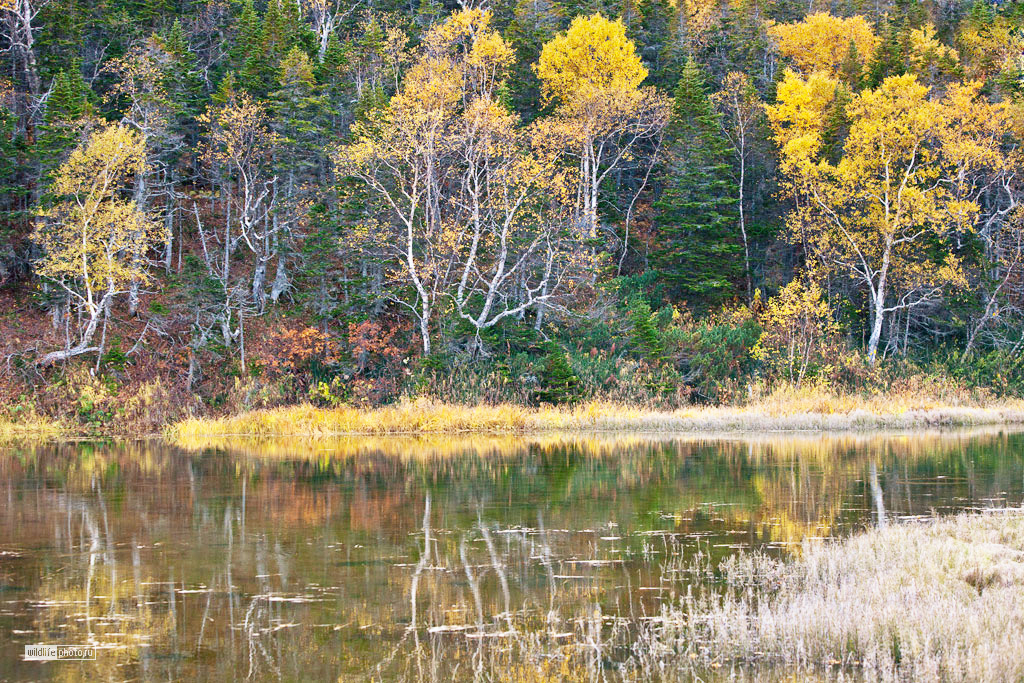
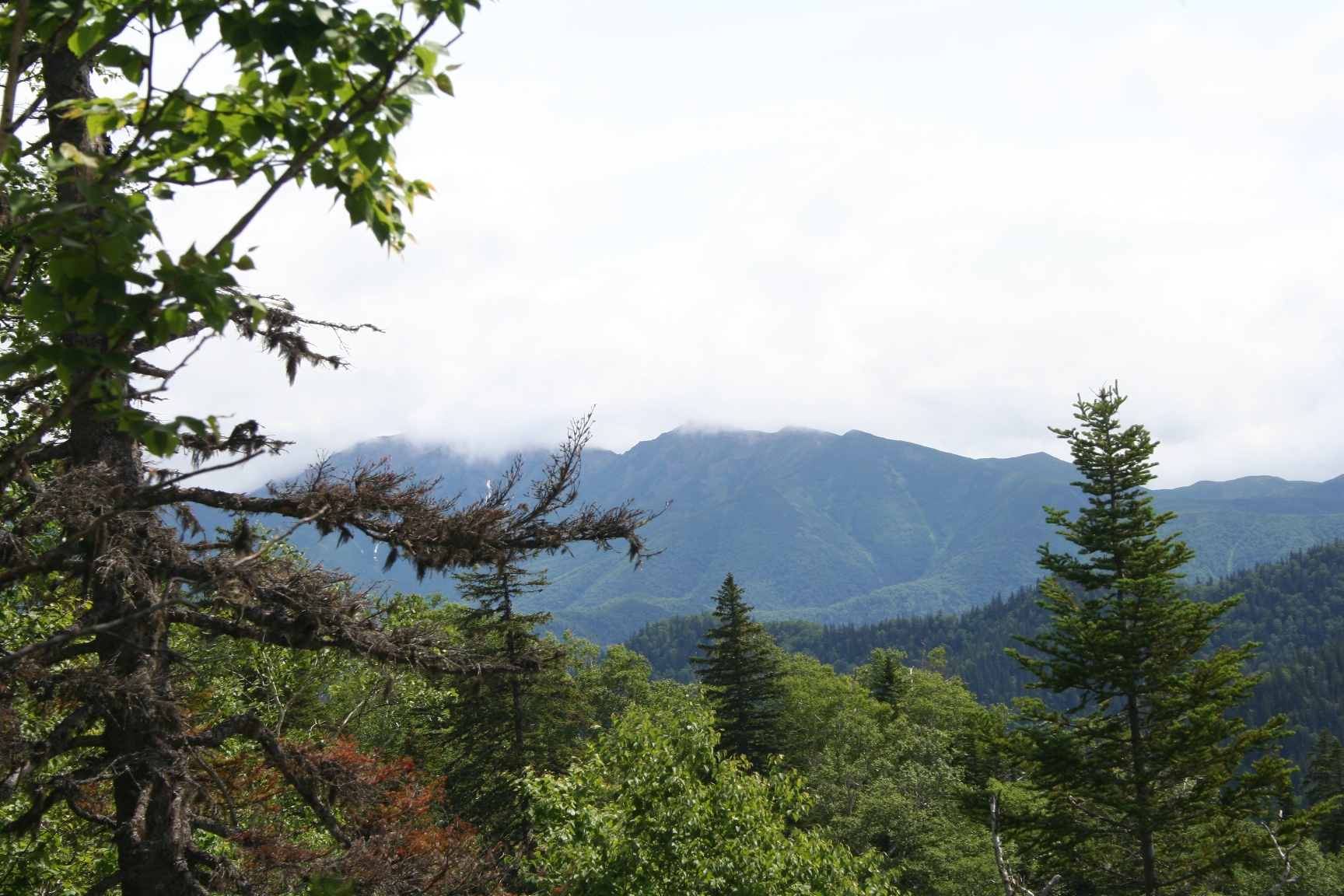
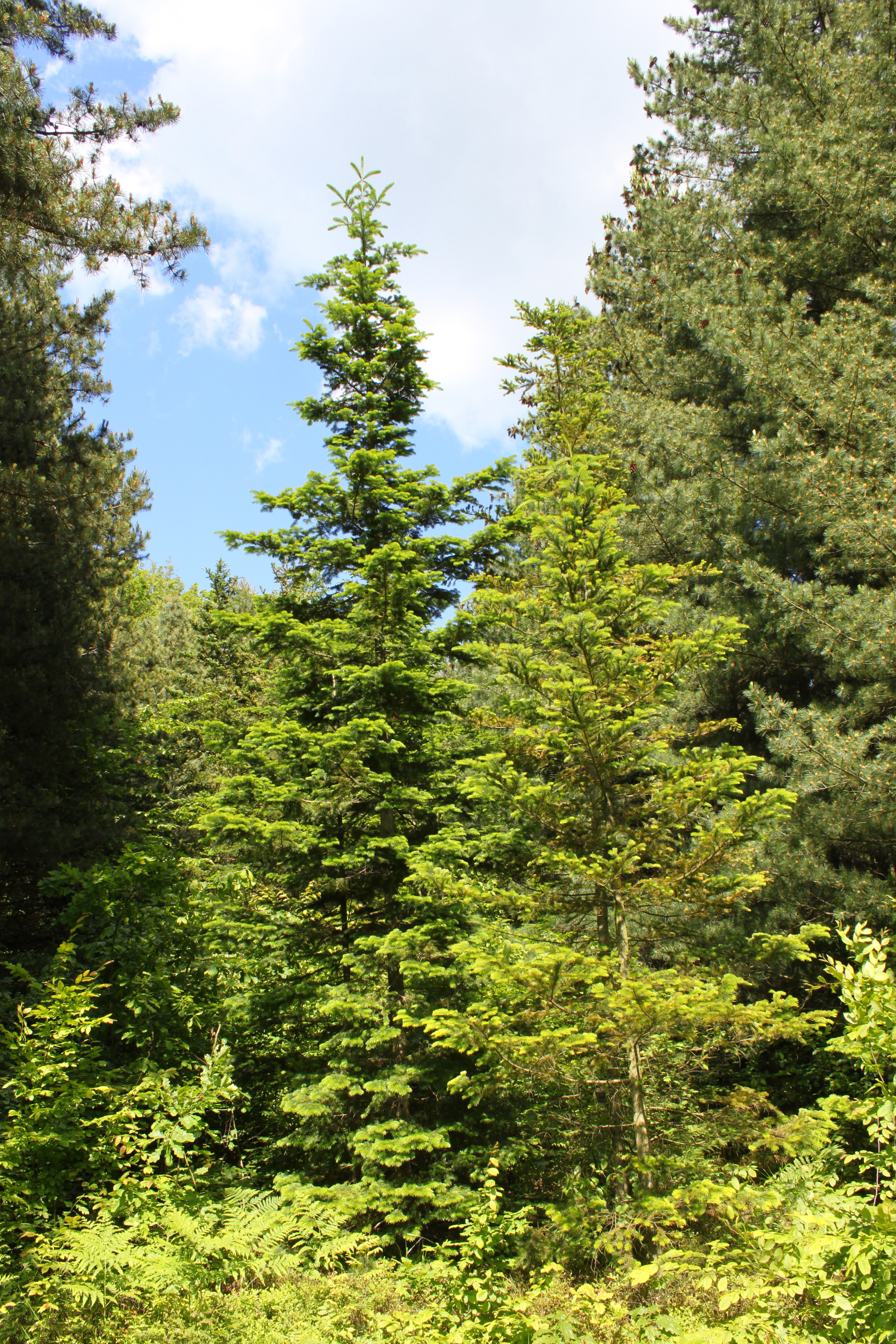
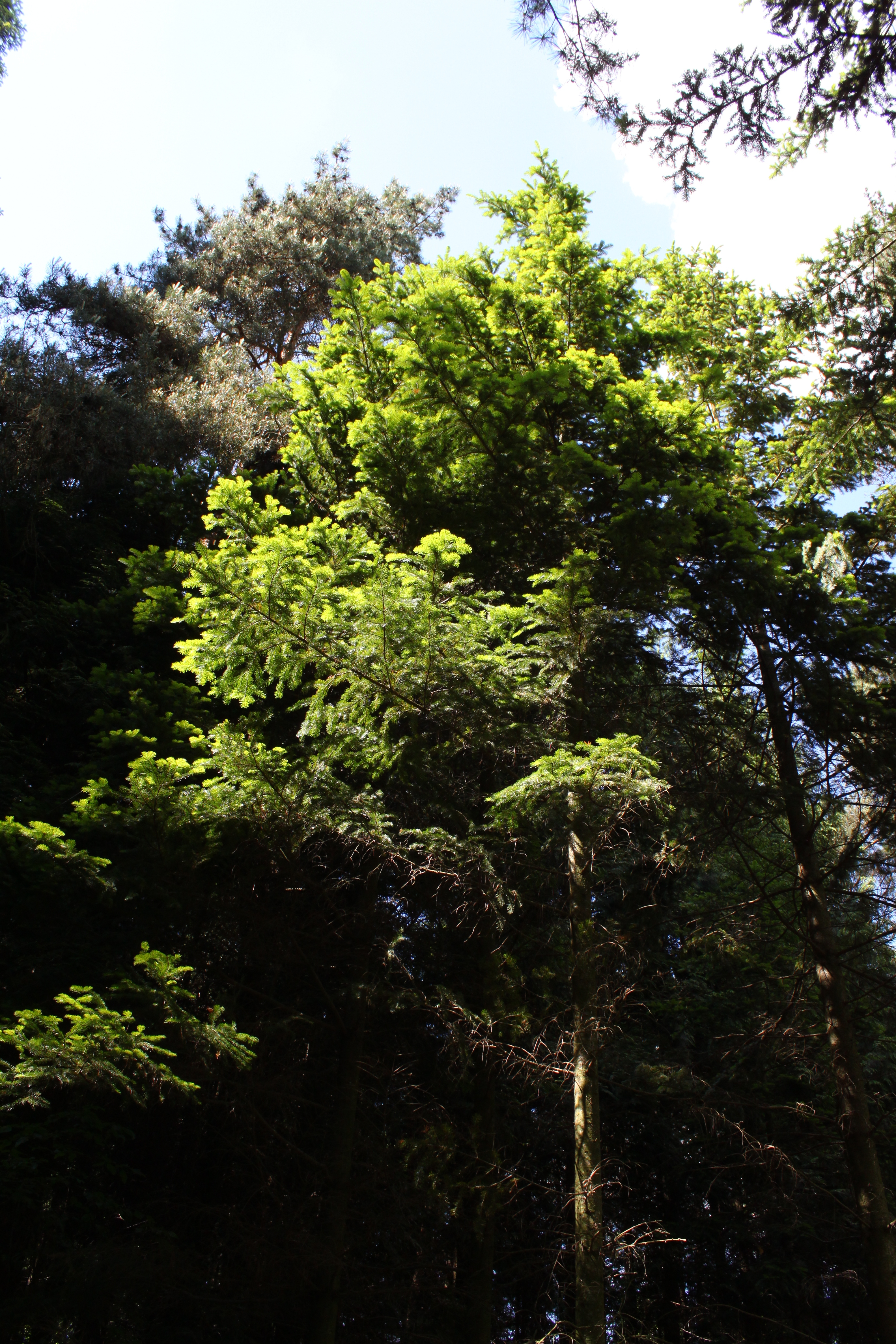